# Zaklopača (Grocka)
Zaklopača (em cirílico:Заклопача) é uma vila da Sérvia localizada no município de Grocka, pertencente ao distrito de Belgrado, na região de Šumadija. Possuía uma população de 2252 habitantes segundo o censo de 2009.

## Demografia
| 1948  | 1953  | 1961  | 1971  | 1981  | 1991  | 2002  |
| ----- | ----- | ----- | ----- | ----- | ----- | ----- |
| 1 860 | 1 871 | 1 782 | 1 807 | 1 946 | 2 197 | 2 252 |